# Tramlijn Hoofdplaat - Breskens
De Tramlijn Hoofdplaat - Breskens, was een tramlijn in Zeeuws-Vlaanderen. Vanuit Hoofdplaat liep de lijn via Roodenhoek en Sasput naar Breskens.

## Geschiedenis
De lijn werd geopend door de Zeeuwsch-Vlaamsche Tramweg-Maatschappij, in 1927 tussen Hoofdplaat en Roodenhoek en in 1928 tussen Roodenhoek en Breskens. Tot de aanleg werd besloten omdat de Stoomtram-Maatschappij Breskens - Maldeghem weigerde de tramlijn Breskens - Maldegem tussen Breskens en Schoondijke open te stellen voor de ZVTM. In Hoofdplaat was er aansluiting op de tramlijn Hoofdplaat - Pyramide.
Het reizigersverkeer op de lijn Breskens – Pyramide – IJzendijke werd als laatste in Zeeuws-Vlaanderen gestaakt op 16 maart 1949, waarna autobussen de dienst overnamen. Ook het goederenverkeer eindigde in september 1949, waarna de sporen werden opgebroken.